# Veigy-Foncenex
Veigy-Foncenex település Franciaországban, Haute-Savoie megyében. Lakosainak száma 4035 fő (2022. január 1.). Veigy-Foncenex Anières, Chens-sur-Léman, Loisin és Machilly községekkel határos.

## Népesség
A település népessége az elmúlt években az alábbi módon változott:
| Lakosok száma | 3483 | 3418 | 3605 | 3685 | 3802 | 3919 | 3967 | 4005 | 4035 |
|               | 2013 | 2015 | 2016 | 2017 | 2018 | 2019 | 2020 | 2021 | 2022 |